# Kabinett Clement II
Das Kabinett Clement II bildete vom 27. Juni 2000 bis zum 12. November 2002 die Landesregierung von Nordrhein-Westfalen. Es wurde nach der Landtagswahl am 14. Mai 2000 gebildet, nach der die rot-grüne Regierung nur noch eine knappe Mehrheit erhalten hatte. Am 17. und 18. Juni 2000 stimmten die Parteitage von SPD und Grünen dem Koalitionsvertrag zu. Am 27. Juni 2000 wurden Ministerpräsident Wolfgang Clement und sein neues Kabinett vereidigt.
| Amt                                                          | Name                                                                    | Partei | Partei     |
| ------------------------------------------------------------ | ----------------------------------------------------------------------- | ------ | ---------- |
| Ministerpräsident                                            | Wolfgang Clement                                                        |        | SPD        |
| Stellvertreter des Ministerpräsidenten                       | Michael Vesper                                                          |        | B’90/Grüne |
| Städtebau und Wohnen, Kultur und Sport                       | Michael Vesper                                                          |        | B’90/Grüne |
| Finanzen                                                     | Peer Steinbrück                                                         |        | SPD        |
| Inneres                                                      | Fritz Behrens                                                           | SPD    |            |
| Justiz                                                       | Jochen Dieckmann                                                        | SPD    |            |
| Arbeit und Soziales, Qualifikation und Technologie           | Harald Schartau                                                         | SPD    |            |
| Bundes- und Europaangelegenheiten                            | Detlev Samland (bis 24. April 2001) Hannelore Kraft (ab 24. April 2001) | SPD    |            |
| Frauen, Jugend, Familie und Gesundheit                       | Birgit Fischer                                                          | SPD    |            |
| Schule, Wissenschaft und Forschung                           | Gabriele Behler                                                         | SPD    |            |
| Umwelt und Naturschutz, Landwirtschaft und Verbraucherschutz | Bärbel Höhn                                                             |        | B’90/Grüne |
| Wirtschaft und Mittelstand, Energie und Verkehr              | Ernst Schwanhold                                                        |        | SPD        |